# Concordia Catholica
Concordia Catholica är en katolsk kulturförening, grundad 1895 i Stockholm av bröderna August och Ernst Roesler.
Föreningen anordnar åtta till nio möten per år, som består av föredrag, studiebesök, vårutflykter etc. Vanligtvis äter man en lättare supé efter programmet.
Vid dess start hämtade föreningen främst sina medlemmar ur den lilla katolska societeten i huvudstaden. Klädseln vid föreningens sammankomster var oftast högtidsdräkt. Under en period bar man även en sorts ordensband. När författarinnan Sigrid Undset 1928 fick Nobelpriset i litteratur anordnade Concordia banketten på kvällen. 
Föreningen har alltid varit öppen för såväl män som kvinnor och en icke-katolsk make/maka till en medlem har redan från början kunnat närvara, fast det var en katolsk förening. Ursprungligen benämndes dock dessa "vänner till föreningen", senare blev de ordinarie medlemmar. Idag är föreningen öppen även för icke-katoliker, men har en tydlig kristen och katolsk profil.
Ordförande för föreningen är sedan 2011 Jozef Saers. 

## Medlemmar i urval
(Hedersmedlemmar är markerade med *. Om även hedersordförande, markerat med **)
- Edward Berggren* (1876–1961), konstnär
- Edward Blom, (född 1970), gastronom och mathistoriker
- Holger Blom** (1906–1996), arkitekt, landskapsarkitekt, stadsträdgårdsmästare
- Fritz Dölling* (1824-1903), disponent, bryggare
- Harald Fleetwood (1879–1960), friherre, riksheraldiker
- Raoul Hamilton*, (1855–1931), greve, rikdsdagsman
- Frans Heiss*, (1838–19??), bryggare, företagsledare
- Peter Hornung, (1920–2006), jesuit, kyrkoherde
- Marie Klinckowström* (1832–1907), friherrinna och välgörare
- Claes Lagergren* (1853–1930), påvlig kammarherre, markis, slottsherre m.m.
- Johannes Evangelista Erik Müller (1877–1965), biskop, doktor,
- Helena Nyblom* (1843–1926), författarinna med mera
- Thure Lennart Nyblom* (1872–1947), konstnär
- August Roesler (1837–1896), fotograf
- Ernst Roesler* (1832–1919), fotograf
- Robert Sager* (1850-1919), kammarherre
- Georg Sellmann* (1839–1920), disponent, bryggare
- Gunnel Vallquist (1918–2016), författare, översättare och medlem av Svenska Akademien.